# 衣索比亞禮天主教巴赫達爾-德西教區
埃塞俄比亞天主教禮巴赫達爾-德西教區是埃塞俄比亞一個衣索比亞禮天主教會教區，為阿的斯阿貝巴都主教區的教省附屬教區。2015年1月19日升為教區。
教區範圍為埃塞俄比亞北部，包括阿姆哈拉州、本尚古勒-古馬茲州和阿法爾州的一部份，主教座堂位於巴赫達爾。2015年有教友17,544人（佔轄區總人口0.1%）、廿四個堂區、廿四名司鐸。現任教區主教為利薩內-克里斯托斯·瑪竇·塞馬洪。